# Sådan var det ikke i halvfemserne
Sådan var det ikke i halvfemserne eller Såd'n var det ikke i halvfemserne er en dansk sang med tekst af Ewald Epe & Poul Sørensen og melodi af Aage Stentoft, udgivet i 1944.
Samme år optrådte sangen i Apollorevyen, der grundet den tyske værnemagts besættelse af Danmark omfattedes af revycensur: 
"Tyskerne havde bestemt, at en vise ikke måtte handle om noget, og så var det jo lidt svært at lave noget morsomt", har Aage Stentoft senere udtalt. Alligevel blev "Sådan var det ikke i halvfemserne", der omhandler 1890'erne og ikke 1990'erne, sammen med "Det bli’r en dejlig dag" til evergreens.

## Eftertiden
Sangerinden og skuespilleren Erika Voigt har indspillet sangen under titlen "En dame fra 90'erne" med Kjeld Nørregaards Orkester i 1944. Også Marie Carmen Koppel & Henrik Launbjerg har udgivet en version i 2009.

## Eksternt link
- "Sådan var det ikke i 90'erne", festklaveret.dk